# دانشگاه سراوان
دانشگاه سراوان دانشگاه دولتی وابسته به وزارت علوم تحقیقات و فناوری است.
مجتمع آموزش عالی سراوان از سال ۱۳۸۴ به‌عنوان دانشکده زیر مجموعه دانشگاه سیستان و بلوچستان آغاز به کارکرد و از سال ۱۳۹۱ به‌عنوان مجتمع آموزش عالی سراوان استقرار پیدا کرد و از حوزه دانشگاه سیستان و بلوچستان منفک شد و هم اکنون ۶۰ عضو هیئت علمی دارد.در تاریخ ۱۴۰۳/۴/۳ و جلسه ۹۷۴ شورای گسترش آموزش عالی که به ریاست وزیر علوم تشکیل و ارتقا مجتمع آموزش عالی سراوان به دانشگاه تصویب شد.

## دانشکده ها
این دانشگاه دارای ۳ دانشکده و یک پژوهشگاه است:
- دانشکده فنی مهندسی
- دانشکده کشاورزی
- دانشکده علوم محیطی، برنامه ریزی و توسعه پایدار
- پژوهشگاه خرما[۳]